# مقاطعة بوب (مينيسوتا)
مقاطعة بوب (بالإنجليزية: Pope County)‏ هي إحدى مقاطعات ولاية مينيسوتا في الولايات المتحدة الأمريكية.